# Andrea Petkovic
Andrea Petkovic (nome nativo: Андреа Петковић;  nascida em 9 de Setembro de 1987) é uma ex-tenista profissional alemã, nascida na Bósnia e Herzegovina, de pais sérvios.
Conhecida também por fazer a "Petkodance" ao final de cada partida após suas vitórias. Atualmente mora em Griesheim, cidade próxima a Darmstadt, na Alemanha. Seu pai Zoran Petkovic era tenista e jogou por duas vezes a Copa Davis de Tênis pela Iugoslávia e mais tarde passou a treinar Andrea. Andrea obteve a cidadania Alemã em 2001, após residir no país por 8 anos.
Em 28 de agosto de 2022, Petkovic anunciou que se aposentadoria durante o US Open, talvez estendendo a um torneio de despedida na Europa depois, próxima de família e amigos. Perdeu na 1º fase do Slam norte-americano para Belinda Bencic, em três sets.

## Carreira
Tornou-se profissional em 2006. Possui 3 títulos da WTA e 9 ITF para simples e 3 títulos ITF em duplas.
Andrea participou de seu primeiro Grand Slam em 2007 no Aberto da França (Roland Garros), mas foi eliminada na segunda rodada pela tenista francesa Marion Bartoli por 2 sets a 0. Em julho deste mesmo ano, após conquistar mais um titulo ITF, seu quinto da carreira, Andrea alcançou o top 100 no ranking da WTA. Participou do U.S. Open, mas também foi eliminada na segunda rodada pela tenista tcheca, Lucie Šafářová.
Em janeiro de 2008, no Aberto da Austrália, Andrea tem uma ruptura no ligamento do joelho direito após apenas 2 minutos de partida a afastando das quadras por 8 meses. Após recuperação Andrea voltou as quadras e, em Novembro de 2008, leva mais um titulo da ITF em Istambul.
Em 2009 novamente não passou da segunda fase do Aberto da Austrália. Continuou atuando no circuito ITF até julho quando ganhou seu primeiro torneio da WTA em Bad Gastein derrotando Ioana Raluca Olaru em 2 sets a o com parciais de 6–2, 6–3. Ainda em Bad Gastein Andrea, com sua parceira Tatjana Malek, chegou a final do torneio de duplas. Após estas duas semanas atingiu sua melhor posição, até o momento, ocupando o 52º lugar do ranking da WTA. Ainda em 2009 Andrea consegue sua primeira vitória contra tenistas do top 10 derrotando Svetlana Kuznetsova na segunda rodada do Toray Pan Pacific Open, disputado em Tokyo.
Seu primeiro torneio em 2010 foi em Brisbane alcançando pela primeira vez o top 50 após perder na semi-final para a futura campeã Kim Clijsters. Depois de ser eliminada dos Grand Slams anteriores, Andrea alcança sua melhor posição ao chegar a quarta rodada do U.S. Open o que lhe garantiu a 32ª posição no ranking mundial.
Retornando a Brisbane em 2011 Andrea alcança as finais onde foi derrotada pela tenista Petra Kvitová em 2 sets. No Aberto da Austrália, depois avançar sobre contuntida Venus Williams, número 4 do ranking, na terceira rodada e derrotar a russa Maria Sharapova, nº 14 do ranking, na quarta rodada, supera seu melhor desempenho da carreira em Grand Slams chegando pela primeira vez as Quartas de Finais, mas acabou sendo derrotada pela chinesa Na Li, atual nº 9 do ranking, em 2 sets a 0 com parciais de 6-2 e 6-4.
No Aberto dos Estados Unidos repete sua melhor performance em Grands Slams chegando as quartas de finais, onde foi eliminada pela dinamarquesa Caroline Wozniacki, atual nº 1 do ranking.

## Finais

### Circuito WTA

#### Simples: 13 (7 títulos, 6 vices)
| Status                   | V–D                      | Torneio                                                  | Categoria                  | Adversária           | Resultado     |
| Data                     | Data                     | Cidade/país                                              | Piso                       | Adversária           | Resultado     |
| ------------------------ | ------------------------ | -------------------------------------------------------- | -------------------------- | -------------------- | ------------- |
| Campeã (7–6) 8 ago 2021  | Campeã (7–6) 8 ago 2021  | Winners Open Cluj-Napoca, Romênia                        | WTA 250 saibro             | Mayar Sherif         | 6–1, 6–1      |
| Vice (6–6) 11 jul 2021   | Vice (6–6) 11 jul 2021   | Hamburg European Open Hamburgo, Alemanha                 | WTA 250 saibro             | Elena-Gabriela Ruse  | 66–7, 4–6     |
| Campeã (6–5) 15 fev 2015 | Campeã (6–5) 15 fev 2015 | BNP Paribas Fortis Diamond Games Antuérpia, Bélgica      | WTA Premier duro (c)       | Carla Suárez Navarro | w.o.          |
| Campeã (5–5) 2 nov 2014  | Campeã (5–5) 2 nov 2014  | Garanti Koza WTA Tournament of Champions Sófia, Bulgária | Fim de temporada duro (c)  | Flavia Pennetta      | 1–6, 6–4, 6–3 |
| Campeã (4–5) 13 jul 2014 | Campeã (4–5) 13 jul 2014 | Nürnberger Gastein Ladies Bad Gastein, Áustria           | WTA International saibro   | Shelby Rogers        | 6–3, 6–3      |
| Campeã (3–5) 6 abr 2014  | Campeã (3–5) 6 abr 2014  | Family Circle Cup Charleston, Estados Unidos             | WTA Premier saibro (verde) | Jana Čepelová        | 7–5, 6–2      |
| Vice (2–5) 4 ago 2013    | Vice (2–5) 4 ago 2013    | Citi Open Washington, Estados Unidos                     | WTA International duro     | Magdaléna Rybáriková | 4–6, 26–7     |
| Vice (2–4) 15 jun 2013   | Vice (2–4) 15 jun 2013   | Nürnberger Versicherungscup Nuremberg, Alemanha          | WTA International saibro   | Simona Halep         | 3–6, 3–6      |
| Vice (2–3) 9 out 2011    | Vice (2–3) 9 out 2011    | China Open Pequim, China                                 | WTA Premier Mandatory duro | Agnieszka Radwańska  | 5–7, 6–0, 4–6 |
| Campeã (2–2) 21 mai 2011 | Campeã (2–2) 21 mai 2011 | Internationaux de Strasbourg Estrasburgo, França         | WTA International saibro   | Marion Bartoli       | 6–4, 1–0, ab. |
| Vice (1–2) 8 jan 2011    | Vice (1–2) 8 jan 2011    | Brisbane International Brisbane, Austrália               | WTA International duro     | Petra Kvitová        | 1–6, 3–6      |
| Vice (1–1) 19 jun 2010   | Vice (1–1) 19 jun 2010   | Unicef Open 's-Hertogenbosch, Países Baixos              | WTA International grama    | Justine Henin        | 6–3, 3–6, 4–6 |
| Campeã (1–0) 26 jul 2009 | Campeã (1–0) 26 jul 2009 | Nürnberger Gastein Ladies Bad Gastein, Áustria           | WTA International saibro   | Ioana Raluca Olaru   | 6–2, 6–3      |

#### Duplas: 3 (1 título, 2 vices)
| Status                | V–D                   | Torneio                                             | Categoria                | Parceira         | Adversárias                       | Resultado |
| Data                  | Data                  | Cidade/país                                         | Piso                     | Parceira         | Adversárias                       | Resultado |
| --------------------- | --------------------- | --------------------------------------------------- | ------------------------ | ---------------- | --------------------------------- | --------- |
| Campeã (1–2) Out 2021 | Campeã (1–2) Out 2021 | Chicago Tennis Fall Classic Chicago, Estados Unidos | WTA 500 duro             | Květa Peschke    | Caroline Dolehide Coco Vandeweghe | 6–3, 6–1  |
| Vice (0–2) Jan 2016   | Vice (0–2) Jan 2016   | Brisbane International Brisbane, Austrália          | WTA Premier duro         | Angelique Kerber | Martina Hingis Sania Mirza        | 5–7, 1–6  |
| Vice (0–1) Jul 2009   | Vice (0–1) Jul 2009   | Nürnberger Gastein Ladies Bad Gastein, Áustria      | WTA International saibro | Tatjana Malek    | Andrea Hlaváčková Lucie Hradecká  | 2–6, 4–6  |